# 頑張って いつだって 信じてる
「頑張って いつだって 信じてる」（がんばって いつだって しんじてる）は、東京女子流の3枚目のシングル。2010年7月21日にavex traxより発売された。

## 内容
- Type-A（CD+DVD）、Type-B（CD）、Type-C（CD+DVD・mu-mo限定生産）の3種発売。
- 発売当時横浜ベイスターズに所属していた内川聖一の応援歌をサビの部分に使用した「応援ソング」である。内川の応援歌は、本曲の作曲を担当した清岡千穂が1993年に高木豊の応援歌として作曲したもので、歌詞のマイナーチェンジ（内川への流用の際、応援歌の一節の「渋く」が「熱く」に変わっている）もあったが、2010年に内川が福岡ソフトバンクホークスへ移籍するまで横浜の応援団によって演奏されてきた。当該部分の歌詞は「内川」の部分が「LALALA」に変更されている以外はそのままになっている。
- リリース予定曲TGS04（発売時点ですでに「鼓動の秘密」としてブログやステージで発表されていた）の先行音源が入っている。サビの部分のみ公開されている。この曲はBeeTV「1000人美少女」2010年9月のテーマソングとなっている。その後2011年5月4日にアルバム『鼓動の秘密』に収録され、同年5月18日にシングル「鼓動の秘密/サヨナラ、ありがとう。」に収録されている。
- ミュージック・ビデオは上府中公園小田原球場を中心とした神奈川県小田原市内で撮影された。

## 収録曲

### Type-A
1. 頑張って いつだって 信じてる（=TGS03）
作詞：井辺清・黒須チヒロ、作曲：清岡千穂、編曲：松井寛
2. 頑張って いつだって 信じてる -Instrumental-
3. TGS04先行音源

DVD
1. 頑張って いつだって 信じてる（Video Clip）
ミュージック・ビデオ監督：福居英晃[1]
2. Making Movie（初回限定特典）

特典（初回限定盤）
- ジャケットサイズカード（全6種からランダムで1種）

### Type-B
1. 頑張って いつだって 信じてる
2. 頑張って いつだって 信じてる -Royal Mirrorball Mix-
3. 頑張って いつだって 信じてる -Instrumental-
4. TGS04先行音源

特典（初回限定盤）
- 8Pブックレット封入

### Type-C（mu-mo限定生産）
1. 頑張って いつだって 信じてる
2. 頑張って いつだって 信じてる -Instrumental-
3. TGS04先行音源

DVD
1. お出かけSpecialムービー

特典（初回限定）
- ジャケットサイズカード（全6種からランダムで1種）

## 頑張って いつだって 信じてる -2013ver.-
2013年11月22日発売の「ROAD TO BUDOKAN 2013 〜ちいさな奇跡〜」Type-Aに収録されているバージョン。2013年5月25日に神奈川県横須賀市三笠公園野外ステージで行われた『東京女子流スレスレTV!』最終回の公開収録イベントで初披露された。
- 頑張って いつだって 信じてる -2013ver.-
作詞：井辺清・c.close（黒須チヒロ）、作曲：清岡千穂、編曲：bonsai.